# Flugunfall der Boeing KC-135E 59-1452 der Washington Air National Guard
Der Absturz einer Boeing KC-135E (s/n  59-1452) ereignete sich am 13. Januar 1999 in Geilenkirchen. Bei dem Absturz starben alle vier Insassen der Maschine.

## Unfallablauf

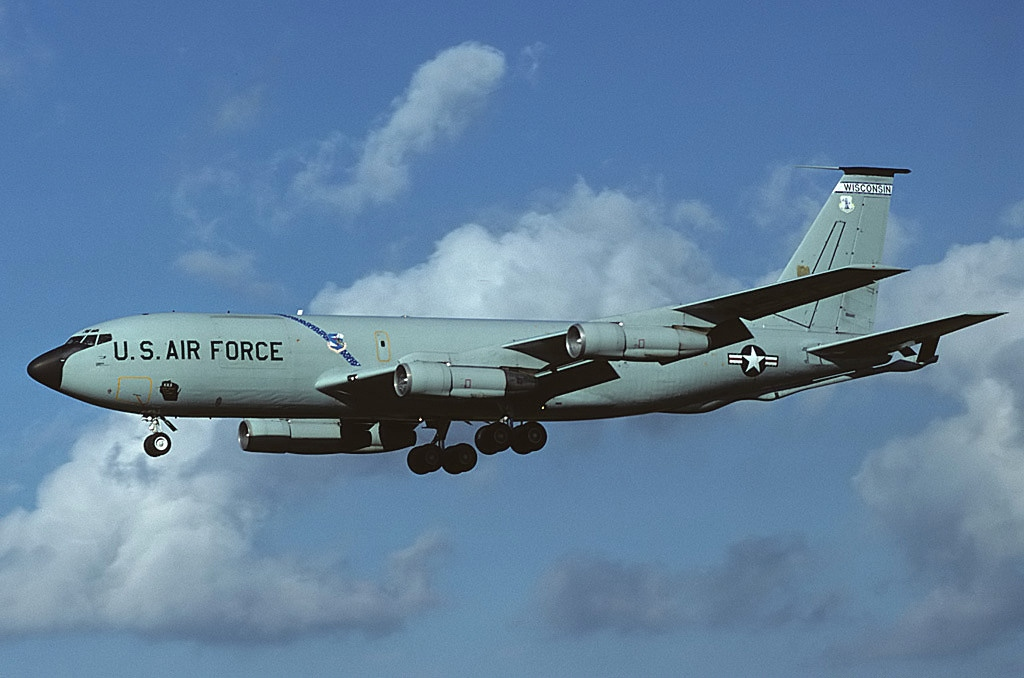
Eine ähnliche KC-135E der Wisconsin Air National Guard

Die gegen 17:00 Uhr vom NATO-Flugplatz Geilenkirchen gestartete Boeing KC-135E der 141st Air Refueling Wing von der Washington Air National Guard mit dem Luftfahrzeugkennzeichen 59-1452 war mit vier Besatzungsmitgliedern besetzt. Die Maschine befand sich auf einem Übungsflug, bei dem sie über dem Ärmelkanal eine Boeing E-3A betankte. Als das Tankflugzeug sich im Landeanflug befand, starteten die Piloten kurz vor der Landung aus ungeklärten Gründen durch. Die Maschine stieg sehr steil, kippte anschließend ca. 20:30 Uhr über die rechte Tragfläche und stürzte ab. Alle vier Insassen starben beim Absturz der Maschine.

## Rettungseinsatz
Ca. 500 Einsatzkräfte beteiligten sich an der Brandbekämpfung. Die Feuerwehrleute versuchten die ganze Nacht, über das Feuer unter Kontrolle zu bekommen. Doch trotz aller Bemühungen überlebte niemand den Absturz.

## Unfallursache
Das NTSB untersuchte den Absturz und kam zu dem Ergebnis, dass eine fehlerhafte Stellung des Trimmruders der Höhenflosse den Absturz verursacht hat. Es konnte nicht geklärt werden, ob ein technischer oder menschlicher Bedienungsfehler für die fehlerhafte Stellung des Trimmruders ursächlich war.

## Denkmal

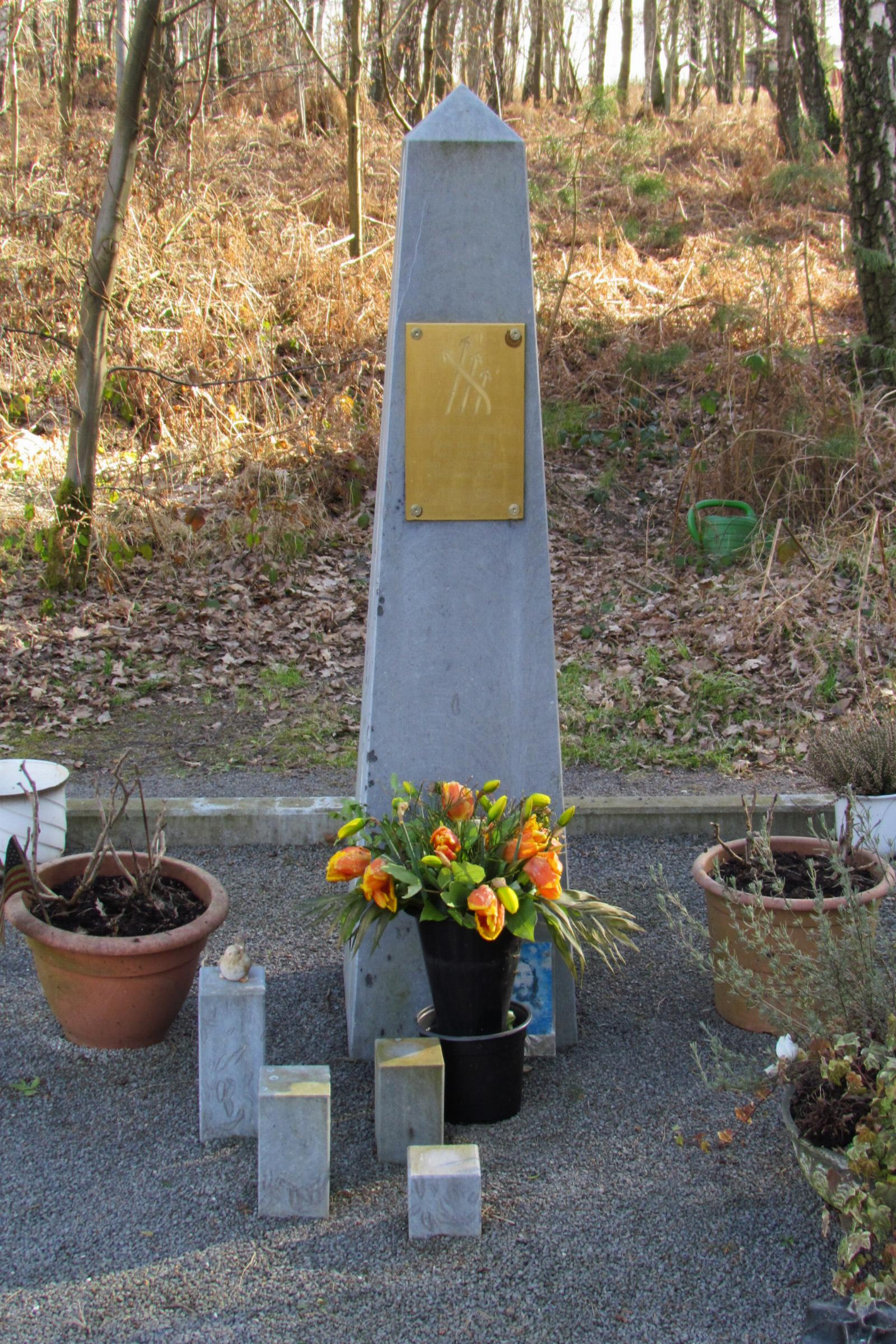
Gedenkstein für den Unfall

Nahe der Absturzstelle steht ein Denkmal, das an den Unfall erinnert.